# Włodzimierz Szomański

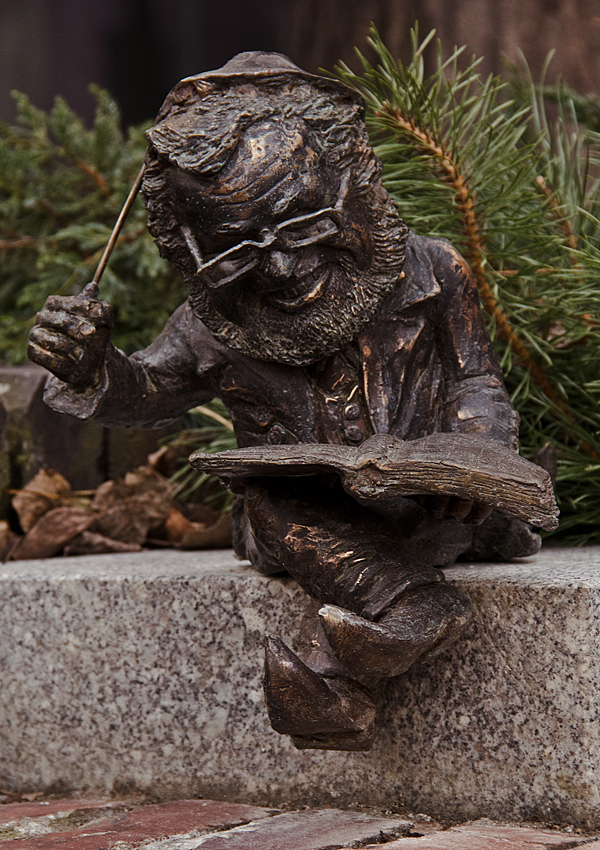
Krasnal „Szomol” przed budynkiem Filharmonii Wrocławskiej upamiętniający Włodzimierza Szomańskiego

Włodzimierz Stanisław Szomański (ur. 8 listopada 1948 w Warszawie, zm. 1 maja 2014 tamże) – polski muzyk, wokalista, kompozytor, pedagog i aranżer, założyciel i lider grupy muzycznej Spirituals Singers Band, ojciec Olgi Szomańskiej.

## Życiorys
Ukończył studia w Państwowej Wyższej Szkole Muzycznej we Wrocławiu w 1971, następnie pracował jako nauczyciel wychowania muzycznego w X Liceum Ogólnokształcącym we Wrocławiu i jako instruktor muzyczny wrocławskich zespołów estradowych. W latach 1974–82 śpiewał w kierowanym przez Edmunda Kajdasza chórze Cantores Minores Wratislaviensis. Od 1978 kierował założonym przez siebie zespołem Spirituals Singers Band, który początkowo działał jako grupa wokalno-instrumentalna później już tylko wokalna wykonująca utwory a cappella lub z towarzyszeniem orkiestry. Zespół pod kierownictwem Szomańskiego posiadał szeroki repertuar utworów począwszy od takich gatunków jak negro spirituals czy gospel poprzez standardy jazzowe, evergreeny muzyki rozrywkowej oraz kolędy i pieśni religijne. Skomponował wiele z utworów i aranżacji wykonywanych przez ten zespół. Wraz z zespołem występował na festiwalach w kraju i za granicą min. Jazz Jamboree, Wratislavia Cantans, Złota Tarka oraz na festiwalu w Sopocie.
Był także autorem muzyki do wystawianych na deskach wrocławskich teatrów przedstawień min. Ptak Cis (1987) i Pociąg do Betlejem, czyli 715 zaginął  (1993) Joanny Kulmowej, Pan Cogito wędrowiec (1990) Zbigniewa Herberta, Noc Walpurgii albo kroki komandora (1990) Wieniedikta Jerofiejewa, Poskromienie złośnicy (1995) Williama Szekspira, Okno na parlament (1995) Raya Cooney’a.
Do jego najważniejszych kompozycji zalicza się napisaną w 2000 z okazji obchodów tysiąclecia Wrocławia Honorificabilitudinitatibus oraz Missa gospel's (2001), oratoria Jutrznia gospel's (2004), Madonny Jana Pawła II (2006) i Litania do Św. Polskich – Santo Subito.
W 2013 w został odznaczony Brązowym Medalem „Zasłużony Kulturze Gloria Artis”, nadanym przez Ministra Kultury i Dziedzictwa Narodowego „za wybitne zasługi dla promocji kultury polskiej, szczególnie chrześcijańskiej, w kraju i poza granicami”.
Zmarł w wyniku obrażeń doznanych w czasie wypadku samochodowego, gdy jechał wraz z zespołem do Siedlec na zaplanowany koncert.
Został pochowany 10 maja 2014 na cmentarzu św. Wawrzyńca we Wrocławiu.

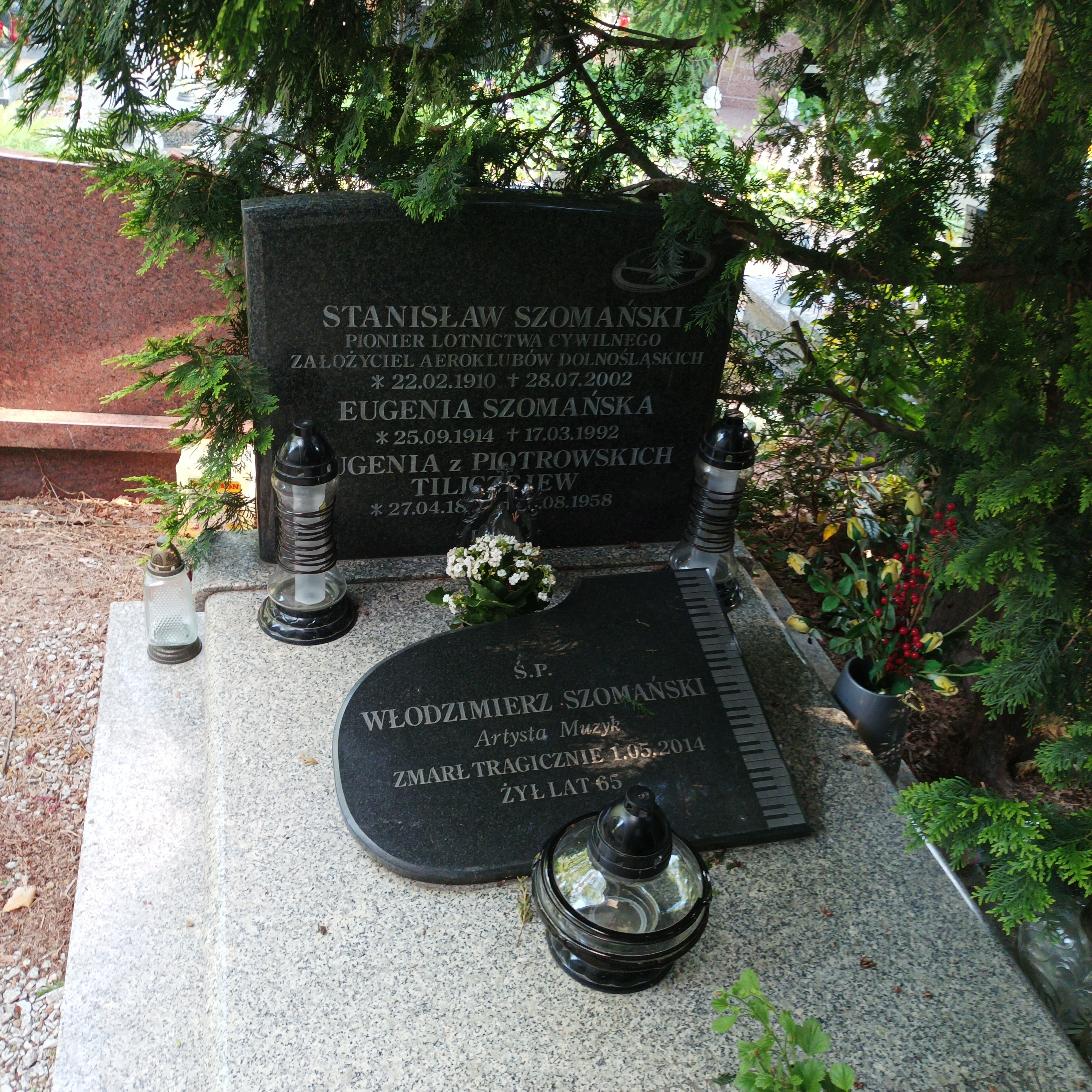
Grób Włodzimierza Szomańskiego na Cmentarzu św. Wawrzyńca we Wrocławiu